# Palmarès dell'Urawa Red Diamonds
Gli Urawa Red Diamonds (浦和レッドダイヤモンズ?, Urawa Reddo Daiyamonzu) sono una società calcistica giapponese con sede a Saitama, nella municipalità di Urawa.
Prima squadra giapponese a conseguire un treble domestico, gli Urawa Red Diamonds figurano al quarto posto sia nell'albo d'oro della massima serie (in coabitazione con gli Yokohama F·Marinos) sia in quello della coppa nazionale (con la maggior parte dei trofei vinti durante il periodo dilettantistico); inoltre vantano due affermazioni a livello continentale, avendo vinto le edizioni 2007 e 2017 della AFC Champions League.

## Competizioni nazionali

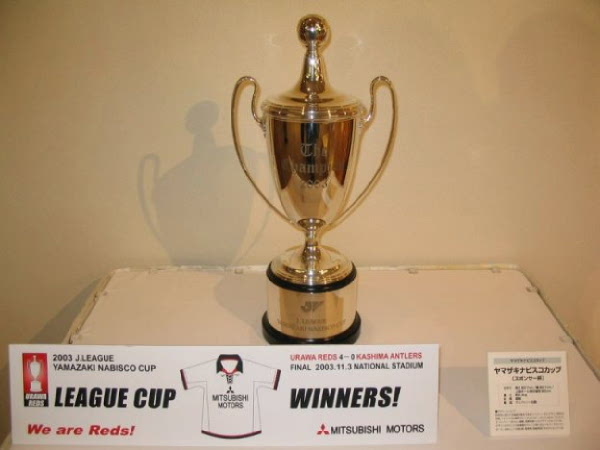
Una copia della Coppa Yamazaki Nabisco, torneo di cui gli Urawa Red Diamonds detengono l'edizione 2003 e 2016.

- Japan Soccer League: 4

1969, 1973, 1978, 1982
- Japan Soccer League Division 2: 1

1989-90
- Japan Soccer League Cup: 2

1978, 1981
- Coppa dell'Imperatore: 8

Mitsubishi Heavy Industries: 1971, 1973, 1978, 1980
Urawa Red Diamonds: 2005, 2006, 2018, 2021
- J. League Division 1: 1

2006
- Coppa Yamazaki Nabisco: 2

2003, 2016
- Supercoppa giapponese: 2

2006, 2022

## Competizioni internazionali
- AFC Champions League: 3

2007, 2017, 2022
- Coppa Suruga Bank: 1

2017

## Altri piazzamenti
- Campionato giapponese:

Secondo posto: 2004, 2005, 2007, 2014, 2016
Terzo posto: 2012
- J2 League:

Secondo posto: 2000
- Coppa dell'Imperatore:

Finalista: 2015
- Coppa J. League:

Finalista: 2002, 2004, 2011, 2013, 2023
Semifinalista: 2005
- Supercoppa del Giappone:

Finalista: 2007, 2015, 2017, 2019
- AFC Champions League:

Finalista: 2019
Semifinalista: 2008
- A3 Champions Cup:

Terzo posto: 2007
- Coppa del mondo per club FIFA:

Terzo posto: 2007